# 4795 Kihara
A 4795 Kihara (ideiglenes jelöléssel 1989 CB1) a Naprendszer kisbolygóövében található aszteroida. Takahasi Acusi és Vatanabe Kazuró fedezte fel 1989. február 7-én.